# معاهدة الصداقة والتعاون في جنوب شرق آسيا

الدول التي وقعت على المعاهدة حسب التاريخ.

معاهدة الصداقة والتعاون في جنوب شرق آسيا هي معاهدة سلام بين دول جنوب شرق آسيا أنشأها الأعضاء المؤسسون لرابطة دول جنوب شرق آسيا (أسيان)، وهي منظمة جغرافية سياسية واقتصادية مكونة من 10 دول تقع في جنوب شرق آسيا.

## التاريخ
في 24 فبراير 1976م تم التوقيع على المعاهدة من قبل قادة الأعضاء الأساسيين في الآسيان وهم: لي كوان يو، وفرديناند ماركوس، وداتوك حسين أون، وكوكريت براموج، وسوهارتو. انضم إلى معاهدة الصداقة أعضاء آخرون عندما انضماموا إلى التكتل والبعض قبل انضمامهم لرابطة الأسيان. تم تعديل معاهدة الصداقة في 15 ديسمبر 1987 بموجب بروتوكول لفتح الوثيقة لانضمام دول خارج جنوب شرق آسيا، ومرة أخرى تم تعديل المعاهدة في 25 يوليو 1998 لتضمين الانضمام الذي تم من خارج أعضاء الرابطة على موافقة جميع الدول الأعضاء الرئيسية. في 23 يوليو 2001 حدد الأطراف النظام الداخلي للمجلس الأعلى للمعاهدة، والمنصوص عليه في المادة 14 من الوثيقة. في 7 أكتوبر 2003 وخلال القمة السنوي صدر إعلان يقول:
| معاهدة الصداقة والتعاون في جنوب شرق آسيا | سيكون المجلس الأعلى للمعاهدة العنصر المهم في مجتمع الآسيان للأمن لأنه يعكس التزام الآسيان بحل جميع الخلافات والنزاعات والصراعات بالطرق السلمية | معاهدة الصداقة والتعاون في جنوب شرق آسيا |

.
كانت الهند والصين أول الدول من خارج رابطة الآسيان تقوم بالتوقيع على المعاهدة في عام 2003 في بالي إندونيسيا. اعتبارًا من يوليو 2009 انضمت 16 دولة خارج التكتل إلى المعاهدة. في 22 يوليو 2009 وقعت وزيرة الخارجية هيلاري كلينتون على معاهدة الصداقة نيابة عن الولايات المتحدة الأمريكية. أعلن الاتحاد الأوروبي في عام 2009 عن عزمه على الانضمام للمعاهدة بمجرد تعديل المعاهدة للسماح بانضمام الدول من غير دول الرابطة. أقرت الجمعية العامة للأمم المتحدة المعاهدة التي تنص على ما يلي:
| معاهدة الصداقة والتعاون في جنوب شرق آسيا | إن مقاصد ومبادئ معاهدة الصداقة والتعاون في جنوب شرق آسيا وأحكامها من أجل التسوية السلمية للنزاعات الإقليمية والتعاون الإقليمي لتحقيق السلام والصداقة والصداقة بين شعوب جنوب شرق آسيا [يتم] وفقا ميثاق الأمم المتحدة | معاهدة الصداقة والتعاون في جنوب شرق آسيا |

.

## المبادئ
الغرض من المعاهدة هو تعزيز السلام الدائم والصداقة والتعاون الدائم بين شعوب جنوب شرق آسيا التي من شأنها أن تسهم في قوتها وتضامنها وعلاقتها الأوثق في شؤون علاقاتها مع بعضها البعض، يجب على الأطراف السامية المتعاقدة أن تسترشد بالمبادئ الأساسية التالية:
- الاحترام المتبادل للاستقلال والسيادة والمساواة والسلامة الإقليمية والهوية الوطنية لجميع الدول.
- حق كل دولة في قيادة وجودها الوطني دون تدخل خارجي أو تخريب أو إكراه.
- عدم التدخل في الشؤون الداخلية لبعضها البعض.
- تسوية الخلافات أو النزاعات بالطرق السلمية.
- التخلي عن التهديد أو استخدام القوة.
- التعاون الفعال فيما بين الدول.

## وصلات خارجية
- نص المعاهدة باللغة الإنجليزية